# Thomas de Cantilupe
Pour les articles homonymes, voir Cantilupe.

Armoiries « modernes » de Thomas de Cantilupe : De gueules, à trois faces de léopard renversées jessant-de-lys or. Ces armoiries ont ensuite été reprises par le Diocèse de Hereford

Thomas de Cantilupe (né vers 1218 et décédé le 25 août 1282 ; également orthographié Cantelow, Cantelou, Canteloupe, latinisé en « de Cantilupo »)  était Lord Chancelier d'Angleterre et évêque de Hereford. Il a été canonisé en 1320 par le pape Jean XXII.

## Origines
Thomas de Cantilupe était le troisième fils de William II de Cantilupe (décédé en 1251), 2e baron féodal d'Eaton Bray dans le Bedfordshire. William II était l'intendant de la maison du roi Henri III, comme son père William Ier de Cantilupe (mort en 1239) l'avait été pour le père d'Henri, le roi Jean. La mère de Thomas était Millicent (ou Mélisende) de Gournai (décédée en 1260), fille d'Hugues de Gournai et veuve d'Amaury VI de Montfort-Évreux, comte de Gloucester.
Thomas de Cantilupe est né à Hambleden dans le Buckinghamshire, au manoir qui avait appartenu au premier mari de sa mère mais qui lui a été donné, de son vivant, en dot. Walter de Cantilupe (mort en 1266), évêque de Worcester est l'oncle de Thomas de Cantilupe.

## Carrière
Thomas de Cantilupe a fait ses études à Oxford, à Paris et à Orléans. Il a été professeur de droit canonique à l'Université d'Oxford. Il est devenu chancelier de Oxford en 1261.
Pendant la Seconde Guerre des Barons, Cantilupe favorisa Simon de Montfort et le parti baronnial. Il représenta les barons devant le roi Louis IX de France à Amiens en 1264.
Le 25 février 1264, alors qu'il était archidiacre de Stafford, Cantilupe fut nommé Lord Grand Chancelier d'Angleterre. À la suite de la mort de Simont de Montfort, à la bataille d'Evesham, il fut démis de ses fonctions de Lord Grand Chancelier. Il partit vivre à l'étranger pendant un certain temps. Après son retour en Angleterre, il a de nouveau été nommé chancelier de l'Université d'Oxford, où il a enseigné la théologie et occupé plusieurs postes ecclésiastiques.

## Évêque de Hereford
En 1274, Cantilupe assiste au deuxième concile de Lyon. Le 14 juin 1275, il est nommé évêque de Hereford. Il a ensuite été consacré 8 Septembre 1275.
Thomas de Cantilupe était considéré comme un conseiller de confiance du roi Édouard Ier. Lorsqu'il assistait aux conseils royaux au château de Windsor ou à Westminster, il vivait à Earley dans le Berkshire. Même s'il n'approuvait pas toujours les opinions du roi, il n'a jamais perdu sa faveur.
Cantilupe vécut un « grand conflit » en 1290 avec le « comte rouge », Gilbert de Clare, 7e comte de Gloucester, 6e comte de Hertford. Ce différend concernait les droits de chasse à Malvern, Worcestershire, ainsi qu'un fossé creusé par de Clare. La question a été réglée par un litige coûteux.
En 1279, à la suite de la mort de Robert Kilwardby, archevêque de Cantorbéry, ami et confesseur de Cantilupe, une série de disputes éclata entre Cantilupe et John Peckham, le nouvel archevêque. Ces désaccords ont culminé lorsque Peckham décida d'excommunié Cantilupe. Ce dernier s'est rendu à Rome pour poursuivre l'affaire directement avec le pape.

## Mort, enterrement et canonisation

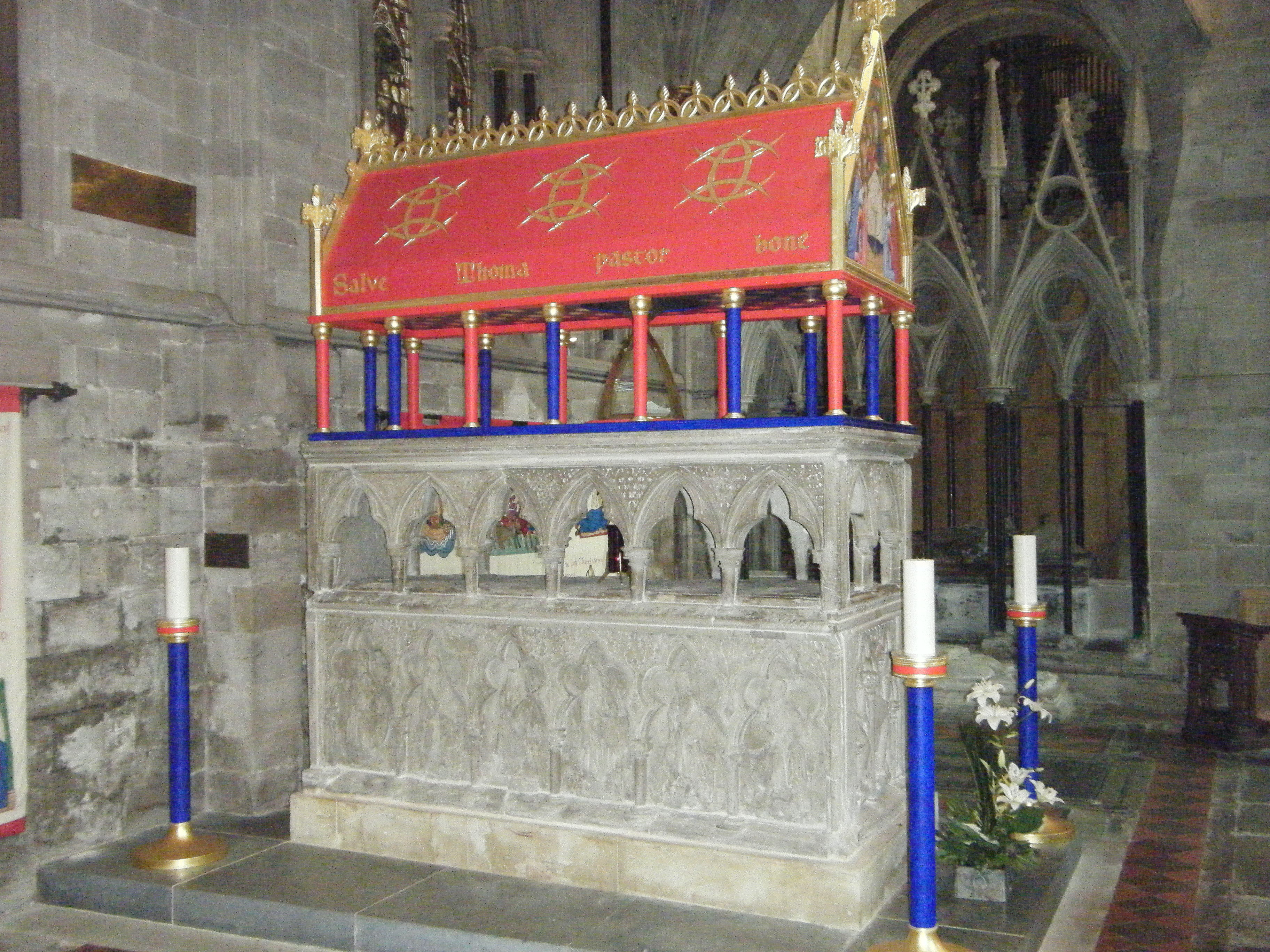
La tombe restaurée de Thomas de Cantilupe dans la cathédrale de Hereford

Cantilupe est décédé à Ferento, près d'Orvieto, en Italie, le 25 août 1282. Son corps a été inhumé dans la cathédrale de Hereford.
Une partie des preuves utilisées pour proposer la canonisation de Cantilupe était la supposée résurrection d'entre les morts de William Cragh, un rebelle gallois.
Capturé en 1290 par Guillaume VII de Briouze, William Cragh est reconnu coupable d'avoir tué treize hommes. Il est exécuté à la sortie de Swansea. Lors de la pendaison, la potence s'écroule deux fois. Marie de Briouze décide, pour une raison inconnue, de prier pour le salut de Cragh, en implorant l'aide de Thomas de Cantiloupe, décédé huit ans auparavant.
Le lendemain de l'exécution, Cragh commence à montrer des signes de vie. Il se rétablit progressivement et il vit encore au moins dix-sept ans après son exécution.
Une enquête papale fut convoquée à Londres le 20 avril 1307 pour déterminer si Cantilupe était mort excommunié ou non. Dans le cas qu'il aurait été excommunié, cela aurait empêché sa canonisation. Quarante-quatre témoins ont été appelés et diverses lettres produites, avant que les commissaires de l'enquête ne concluent que Cantilupe avait été absous à Rome avant sa mort. Il était difficile de déterminer la cause de sa mort car une grande partie de son corps s'était désintégrée.
Après une enquête papale de près de 13 ans, Cantilupe est canonisé par le pape Jean XXII le 17 avril 1320. Sa fête était fixée au 2 octobre. Son tombeau est devenu un lieu de pèlerinage populaire. Seule sa base originale a survécu à la Réforme protestante. Une nouvelle partie a été créée sous la direction de l'architecte Robert Chitham. La nouvelle section porte des couleurs vives avec une scène peinte de la Vierge à l'Enfant tenant la Mappa Mundi. Un reliquaire contenant son crâne est conservé à Downside Abbey, dans le Somerset, depuis 1881.
Dans l'édition latine actuelle de la Martyrologie romaine (édition 2004), Cantilupe est répertorié sous le 25 août comme suit : « À Montefiascone en Tuscia, le décès de saint Thomas Cantelupe, évêque de Hereford en Angleterre, qui, resplendissant de savoir, sévère envers lui-même, aux pauvres, s'est cependant montré un généreux bienfaiteur ».

## Héritage
Cantilupe semble avoir été un évêque exemplaire tant dans la sphère spirituelle que profane. Ses charités étaient importantes et sa vie privée irréprochable. Il visitait constamment son diocèse, corrigeait les contrevenants et s'acquittait d'autres devoirs épiscopaux. Il obligeait les propriétaires fonciers voisins à restituer les domaines qui appartenaient à juste titre au Diocèse de Hereford.
Thomas de Cantilupe a obtenu le titre de « Père de Charité Moderne », et il est cité comme une inspiration par Mère Teresa et Melinda Gates.
La « Société Cantilupe », fondée en 1905, était une société de publication de textes. Sa fondation avait pour but de publier les registres épiscopaux du Diocèse de Hereford, dont le registre de Cantilupe est le plus ancien à avoir survécu. La Société a aussi publié d'autres documents relatifs à la cathédrale et au diocèse. La Société Cantilupe est tombé en désuétude après 1932,.
Cantilupe est référencé dans le roman de Graham Greene « Travels With My Aunt » (1969), lorsque la tante à la langue acérée du narrateur est d'avis « J'aurais pensé qu'il avait beaucoup de chance de mourir à Orvieto plutôt qu'à Hereford. Un petit endroit civilisé encore aujourd'hui avec un climat bien meilleur et un excellent restaurant dans la Via Garibaldi. »